# Liste der Kulturdenkmäler in Hambach an der Weinstraße
In der Liste der Kulturdenkmäler in Hambach an der Weinstraße sind alle Kulturdenkmäler des Stadtteils Hambach an der Weinstraße der rheinland-pfälzischen Stadt Neustadt an der Weinstraße aufgeführt. Grundlage ist die Denkmalliste des Landes Rheinland-Pfalz (Stand: 14. Januar 2025).

## Denkmalzonen
| Bezeichnung                        | Lage | Baujahr                           | Beschreibung | Bild                           |
| ---------------------------------- | --- | --------------------------------- | --- | ------------------------------ |
| Denkmalzone Ortskern Mittelhambach | Bildgasse 1–7, Schloßstraße 1–55, 2–62, 66, Weinstraße 230–240, 246–264, 239–275, Grasgasse 1 und Banngasse 2 Lage | 16. bis 20. Jahrhundert           | nahezu vollständig erhaltene historische Ortskernbebauung des 16. bis 20. Jahrhunderts, vorwiegend Winzerhöfe mit Torbögen | weitere Bilder Fotos hochladen |
| Denkmalzone Ortskern Oberhambach   | Freiheitstr. 1 und 2, Weinstraße 140–176 und 151–183 Lage                                                          | 18. und 19. Jahrhundert           | nahezu geschlossen erhaltene Bebauung mit Winzerhöfen, 18. und 19. Jahrhundert mit älteren Teilen | weitere Bilder Fotos hochladen |
| Denkmalzone Hambacher Schloss      | südwestlich des Ortes auf dem Schlossberg Lage                                                                     | erste Hälfte des 11. Jahrhunderts | wohl in der ersten Hälfte des 11. Jahrhunderts gegründet, von 1100 bis Anfang des 19. Jahrhunderts Besitz des Speyerer Domstifts, mehrfach ausgebaut, besonders im 13. Jahrhundert, mehrfach wiederhergestellt, Schleifung 1688, unter Kronprinz Maximilian 1845–46 neugotischer Ausbau durch August von Voit; Instandsetzungen 1955–57, 1965–69, 1979–82 durchgreifende Restaurierung und vollständiger Innenausbau (Architekten H. Augeneder, Bad Dürkheim, und H. Römer, Kaiserslautern), Sanierung der äußeren Ringmauer von 1994 bis 2000, Umbau ab 2006; Reste eines spätkarolingisch-ottonischen Mauerzugs (9./10. Jahrhundert); teilweise ausgebaute Ruine der „Kestenburg“, Reste des Bergfrieds, wohl um 1200, hoher Mantel, viergeschossiger Palas des 13. Jahrhunderts, äußere Ringmauer teilweise erhalten; geringe Reste des neugotischen Schlosses | weitere Bilder Fotos hochladen |

## Einzeldenkmäler
| Bezeichnung                                  | Lage                                                                    | Baujahr                              | Beschreibung | Bild                           |
| -------------------------------------------- | ----------------------------------------------------------------------- | ------------------------------------ | --- | ------------------------------ |
| Portal und Türsturz                          | Andergasse, an Nr. 42 Lage                                              | 1618                                 | Renaissance-Türsturz, bezeichnet 1618; Renaissance-Kellerportal | Fotos hochladen                |
| Hofanlage                                    | Andergasse 48 Lage                                                      | 19. Jahrhundert                      | Hakenhof; eingeschossiger nachbarocker Krüppelwalmdachbau, 19. Jahrhundert, Kellerportal bezeichnet 1613, Hoftorbogen bezeichnet 1812 | Fotos hochladen                |
| Hofanlage                                    | Andergasse 50 Lage                                                      | spätes 16. Jahrhundert               | ehemaliges bischöfliches Forsthaus; Hofanlage, im Kern aus dem späten 16. Jahrhundert; Renaissancebau mit Krüppelwalmdach, Treppenturm, Hoftor bezeichnet 1585, Weinkellerportal bezeichnet 1619 | Fotos hochladen                |
| Fenster und Portal                           | Andergasse, an Nr. 57 Lage                                              | 1571                                 | Steinschiebefenster und Kellerportal, bezeichnet 1571 | Fotos hochladen                |
| Bildstock                                    | Andergasse, bei Nr. 64 Lage                                             | 1873                                 | Bildstock; Pietà, bezeichnet 1873 | Fotos hochladen                |
| Torfahrt                                     | Andergasse, an Nr. 73 Lage                                              | 1605                                 | Torfahrt, bezeichnet 1605; Sandsteinkeller, bezeichnet 1601 | Fotos hochladen                |
| Hofanlage                                    | Andergasse 91/93 Lage                                                   | zweite Hälfte des 16. Jahrhunderts   | Vierseithof; zwei eingeschossiges Wohnhäuser mit Renaissance-Kernbestand, im 18. Jahrhundert umgebaut, Kellerportal von Nr. 93 bezeichnet 1574, Renaissance-Torbogen bezeichnet 1595, Scheune mit Fachwerkgiebel | Fotos hochladen                |
| Spolien                                      | Andergasse, an Nr. 106 Lage                                             | 13. Jahrhundert                      | mittelalterliches Spitzbogengewände, 13. Jahrhundert | Fotos hochladen                |
| Türsturz                                     | Banngasse, an Nr. 2 Lage                                                | 1567                                 | Renaissance-Türsturz, bezeichnet 1567 | Fotos hochladen                |
| Wohnhaus                                     | Bildgasse 1 Lage                                                        | 17. oder 18. Jahrhundert             | barockes Fachwerkhaus, teilweise massiv, Krüppelwalmdach, 17. oder 18. Jahrhundert | BW                             |
| Portal                                       | Bildgasse, an Nr. 2 Lage                                                | 1604                                 | Renaissance-Kellerportal, bezeichnet 1604 | BW                             |
| Portal                                       | Bildgasse, an Nr. 4 Lage                                                | 1573                                 | Renaissance-Kellerportal, bezeichnet 1573; Sandsteinspolie, bezeichnet 1738 | Fotos hochladen                |
| Hofanlage                                    | Bildgasse 6 Lage                                                        | 1720                                 | Einfirsthof; barockes Wohnhaus, bezeichnet 1720, Pultdachanbau bezeichnet 1723 | Fotos hochladen                |
| Protestantische Pauluskirche                 | Dr.-Wirth-Straße 17 Lage                                                | 1958                                 | Saalbau mit Betonrasterfassaden und Halbkreisapsis, Kampanile, 1958, Architekt W. Ecker, Landau, Farbverglasung von H. Jürgens, Godramstein; mit Ausstattung | Fotos hochladen                |
| Muschelnische und Architekturteile           | Enggasse, an Nr. 19 Lage                                                | ab 1594                              | Muschelnische mit barocker Muttergottes; Kellerportal bezeichnet 1776; eingeschossiger Anbau bezeichnet 1829; Torpfeiler bezeichnet 1594 | Fotos hochladen                |
| Frühmesserhaus Unserer Lieben Frau           | Enggasse 20 Lage                                                        | 1753                                 | ehemaliges Frühmesserhaus Unserer Lieben Frau; Gebäudekomplex in zum Teil terrassierter Hanglage, Wohnhaus 1753, Aus- bzw. Neubau der Nebengebäude 1781, Scheunenumbau 1889, Veränderungen und neubarocke Kapelle 1912, Architekt J. Graf, Speyer | Fotos hochladen                |
| Spolie                                       | Enggasse, an Nr. 34 Lage                                                | 18. Jahrhundert                      | Ofenstein, 18. Jahrhundert | Fotos hochladen                |
| Torpfeiler und Friedhofskreuz                | Enggasse, Ecke Römerweg Lage                                            | 1823                                 | zwei klassizistische reliefierte Torpfeiler; Friedhofskreuz, bezeichnet 1823 | Fotos hochladen                |
| Katholisches Pfarrhaus                       | Freiheitstraße 2 Lage                                                   | 1738/50                              | stattlicher spätbarocker Walmdachbau, 1738/50, mit Ausstattung | Fotos hochladen                |
| Fenstergewände                               | Freiheitstraße, an Nr. 6 Lage                                           | 1670                                 | Renaissancegewände, bezeichnet 1670 | Fotos hochladen                |
| Portalgewände                                | Freiheitstraße, in Nr. 10 Lage                                          | 1598                                 | Renaissance-Portalgewände, bezeichnet 1598 (?); im Inneren eines später veränderten und 1683 vergrößerten Putzbaus mit renaissancezeitlichem Kern | BW                             |
| Spolien                                      | Freiheitstraße, an Nr. 13 Lage                                          | 1742                                 | barocke Schlusssteine, bezeichnet 1742 und 1770 sowie ein Volutenstein | Fotos hochladen                |
| Hofanlage                                    | Freiheitstraße 15 Lage                                                  | drittes Viertel des 18. Jahrhunderts | Hofanlage; spätbarocker Krüppelwalmdachbau, drittes Viertel des 18. Jahrhunderts, Figurennische mit Muttergottes | Fotos hochladen                |
| Hofanlage                                    | Freiheitstraße 19 Lage                                                  | 1592                                 | Hofanlage; Walmdachbau, teilweise Fachwerk, bezeichnet 1592, Kellerportal bezeichnet 1598, Vorbau mit Wintergarten 1923, Hoftorbogen bezeichnet 1604 | Fotos hochladen                |
| Wohnhaus                                     | Freiheitstraße 23 Lage                                                  | 1791                                 | spätbarocker eingeschossiger Krüppelwalmdachbau auf Hochkeller, bezeichnet 1791 | Fotos hochladen                |
| Portal                                       | Grasgasse, an Nr. 9 Lage                                                | frühes 13. Jahrhundert               | romanisches Rundbogenportal, frühes 13. Jahrhundert | Fotos hochladen                |
| Sgraffito                                    | Horstweg, an Nr. 21 Lage                                                | 1958                                 | Sgraffito, 1958 von Georg Vorhauer, Hambach | Fotos hochladen                |
| Friedhofskreuz, Kriegerdenkmal und Grabmäler | Diedesfelder Weg, Horstweg 27, auf dem Friedhof Lage                    | um 1900                              | straßenseitige Einfriedung mit Toranlage, 1895; Friedhofskreuz, bezeichnet 1895; Kriegerdenkmal 1866 und 1870/71, aufgesockelter Obelisk, 1910; Familiengrabstätte S. Lederle († 1875), unter anderem Georg Friedrich Grohé († 1919): Galvanoplastik eines Engels; Grabmal Familie R. Brettinger, ädikulaartige Rahmung mit Christus-Hochrelief                                                     | Fotos hochladen                |
| Katholische Kirche St. Jakob                 | Jakobusplatz 1 Lage                                                     | 1750/51                              | spätbarocker Saalbau, 1750/51, fürstbischöflicher Baumeister Johann Georg Stahl, gotischer Chorturm 1748 erhöht, mittelalterliche Wandmalerei, Rokoko-Ausstattung; auf dem Kirchhof barocke Kreuzigungsgruppe, bezeichnet 1731 von J. J. Weber junior, Herxheim; an der Außenwand Grabsteine, 15., 18. und 19. Jahrhundert                                                                          | weitere Bilder Fotos hochladen |
| Hofanlage                                    | Kirchbergweg 4 Lage                                                     | letztes Viertel des 18. Jahrhunderts | spätbarocker Krüppelwalmdachbau, letztes Viertel des 18. Jahrhunderts, auf Renaissance-Hochkeller; Stallanbau, im Scheunenbau Nischenstein, bezeichnet 159(?) | Fotos hochladen                |
| Wohnhaus                                     | Klosterstraße 2 Lage                                                    | 1800                                 | stattlicher nachbarocker Walmdachbau, Toranlage bezeichnet 1800 | Fotos hochladen                |
| Portale                                      | Klosterstraße, an Nr. 8 Lage                                            | 1575                                 | Renaissanceportale, eines bezeichnet 1575 | BW                             |
| Kelterhaus und Architekturteile              | Klosterstraße 9 Lage                                                    | 16. und 17. Jahrhundert              | Kelterhaus mit Krüppelwalmdach, 17. Jahrhundert mit älteren Teilen; Wohnhaus in den unteren Partien renaissancezeitlich, Portal bezeichnet 1590, im tonnengewölbten Keller bauzeitlicher Brunnenschacht; aus derselben Zeit eingeschossiges (Stall?)-Gebäude | Fotos hochladen                |
| Spolie                                       | Klosterstraße, in Nr. 13 Lage                                           | 1599                                 | Renaissance-(Wappen-)Stein, bezeichnet 1599 | BW                             |
| Bildstock                                    | Mittelhambacher Straße, bei der Hambacher Mühle Lage                    | 15. Jahrhundert                      | spätgotischer Bildstock mit Nischenaufsatz, 15. Jahrhundert | Fotos hochladen                |
| Wegekreuz                                    | Mittelhambacher Straße, bei Nr. 2 Lage                                  | 1818                                 | nachbarockes Wegekreuz, bezeichnet 1818 (?) | Fotos hochladen                |
| Mausoleum Freytag                            | Römerweg Lage                                                           | 1911                                 | neuklassizistische Beton-Rotunde mit Risaliten, 1911, Architekt H. Bergthold, München | Fotos hochladen                |
| Wohnhaus                                     | Schloßstraße 2 Lage                                                     | 1564                                 | eingeschossiger Krüppelwalmdachbau, bezeichnet 1564 und 1565, An- und Umbau im 18. Jahrhundert; Renaissance-Torbogen bezeichnet 1548(?); Ausstattung | weitere Bilder Fotos hochladen |
| Torbogen und Architekturteile                | Schloßstraße, an Nr. 3 Lage                                             | ab 1548                              | Torbogen, bezeichnet 1548; Renaissancegewände; Portal zum Kelterhaus, bezeichnet 1750 | weitere Bilder Fotos hochladen |
| Toranlage                                    | Schloßstraße, an Nr. 4 Lage                                             | 1617                                 | Flachbogenportal, bezeichnet 1607; Toranlage, bezeichnet 1617 | BW                             |
| Wohnhaus                                     | Schloßstraße 6 Lage                                                     | zweite Hälfte des 16. Jahrhunderts   | barockes Fachwerkhaus auf massivem Hochkeller, zweite Hälfte des 16. Jahrhunderts | BW                             |
| Spolie                                       | Schloßstraße, an Nr. 10 Lage                                            | 1598                                 | Renaissancespolie, bezeichnet 1598 | BW                             |
| Toranlage                                    | Schloßstraße, an Nr. 11 Lage                                            | 1596                                 | Renaissance-Toranlage, bezeichnet 1596 | weitere Bilder Fotos hochladen |
| Torbogen                                     | Schloßstraße, an Nr. 12 Lage                                            | 1595                                 | Renaissance-Torbogen, bezeichnet 1595 | Fotos hochladen                |
| Keller                                       | Schloßstraße, in Nr. 14 Lage                                            | 1534                                 | spätmittelalterlicher Hochkeller mit spätgotischem Portal, bezeichnet 1534 | BW                             |
| Torpfeiler und Skulptur                      | Schloßstraße, an Nr. 15 Lage                                            | ab 1600                              | Renaissancetorpfeiler, um 1600; barocke Hausfigur, 18. Jahrhundert | Fotos hochladen                |
| Spolie                                       | Schloßstraße, an Nr. 16 Lage                                            | 1603                                 | Schlussstein, bezeichnet 1603 | BW                             |
| Hofanlage                                    | Schloßstraße 18 Lage                                                    | 1831                                 | vierflügelige Hofanlage, klassizistische Fassade bezeichnet 1831, im Kern älter (Kellerportal bezeichnet 1589) | weitere Bilder Fotos hochladen |
| Wohnhaus                                     | Schloßstraße 19 Lage                                                    | 18. Jahrhundert                      | barocker Walmdachbau mit Skulpturengruppe (Nische), 18. Jahrhundert, spätgotischer Torbogen wohl aus dem 16. Jahrhundert, Kellerportal bezeichnet 1609 | Fotos hochladen                |
| Portal und Fenstergewände                    | Schloßstraße, an Nr. 23 Lage                                            | 1518                                 | spätgotisches Portal, bezeichnet 1518, Renaissance-Fenstergewände | Fotos hochladen                |
| Wohnhaus                                     | Schloßstraße 25 Lage                                                    | 1564                                 | Renaissance-Wohnhaus, bezeichnet 1564, 1589 und 1616, zweites Obergeschoss aus dem dritten Viertel des 18. Jahrhunderts | Fotos hochladen                |
| Hofanlage                                    | Schloßstraße 27 Lage                                                    | 16. bis 19. Jahrhundert              | spätbarock geprägtes Anwesen, 16. bis 19. Jahrhundert, elfachsiges barockes Wohnhaus, bezeichnet 1707 und 1783 (Dendrodatierung 1706/07), mit Ausstattung; im Hof Satteldachbau mit Vorhalle, bezeichnet 1808; Renaissance-Torbogen, bezeichnet 1593; ehemaliger Stall, wohl um 1783, mit älteren Teilen; in der Hofmauer Spolie, bezeichnet 1756                                                   | Fotos hochladen                |
| Hofanlage                                    | Schloßstraße 29 Lage                                                    | Mitte des 18. Jahrhunderts           | spätbarocke Hofanlage; fünfachsiges Wohnhaus, Mitte des 18. Jahrhunderts, am Nebengebäude Portal, bezeichnet 1609, Fachwerkgeschoss 19. Jahrhundert; Renaissance-Sturzstein, bezeichnet 1595 | BW                             |
| Torbogen                                     | Schloßstraße, an Nr. 30 Lage                                            | 1568                                 | Torbogen, bezeichnet 1568; im Durchgang profiliertes Segmentbogenportal | weitere Bilder Fotos hochladen |
| Portal                                       | Schloßstraße, an Nr. 32 Lage                                            | um 1600                              | Renaissance-Kellerportal und (Verkaufs?)-Öffnung, um 1600 | BW                             |
| Portal                                       | Schloßstraße, an Nr. 35 Lage                                            | 1586                                 | Portal, bezeichnet 1586; im rückwärtigen Gebäude | BW                             |
| Torbogen                                     | Schloßstraße, an Nr. 41 Lage                                            | 1725                                 | barocker reliefierter Torbogen, bezeichnet 1725 | weitere Bilder Fotos hochladen |
| Wohnhaus                                     | Schloßstraße 42/44 Lage                                                 | 1709                                 | langgestreckter barocker Winkelbau mit Walmdach, bezeichnet 1709 und 1710 | Fotos hochladen                |
| Torbogen                                     | Schloßstraße, an Nr. 46 Lage                                            | 1591                                 | Renaissance-Torbogen, bezeichnet 1591 | weitere Bilder Fotos hochladen |
| Hofanlage                                    | Schloßstraße 49 Lage                                                    | 17. Jahrhundert                      | Renaissance-Fachwerkhaus, teilweise massiv, 17. Jahrhundert, Kelter-/Scheunenbau bezeichnet 1601 | Fotos hochladen                |
| Wohnhaus                                     | Schloßstraße 56 Lage                                                    | 18. Jahrhundert                      | eingeschossiges barockes Fachwerkhaus, 18. Jahrhundert, auf massivem Hochkeller, bezeichnet 1616; Reste der mittelalterlichen Dachkonstruktion | Fotos hochladen                |
| Portale                                      | Schloßstraße, an Nr. 57 Lage                                            | 1561                                 | Renaissanceportal, bezeichnet 1561 (?); am Neubau Kellerportal des Vorgängers, bezeichnet 1846 | Fotos hochladen                |
| Toranlage und Portale                        | Schloßstraße, an Nr. 58/60 Lage                                         | ab 1556                              | ehemaliges Gasthaus „Mohre-Jule“; Toranlage bezeichnet 1570; bei Nr. 60 Portal bezeichnet 1603, bei Nr. 58 Kellerportal bezeichnet 1556 | Fotos hochladen                |
| Hofanlage                                    | Schloßstraße 63/65 Lage                                                 | 17. Jahrhundert                      | Hakenhof mit zweiteiligem, im Kern barocken Wohnhaus, teilweise Fachwerk, 17. Jahrhundert, Nr. 65 bezeichnet 1668; in der Scheune Spolie, bezeichnet 1665; Ökonomie bezeichnet 1933 | Fotos hochladen                |
| Wirtschaftshof des Schlößchens Geispitz      | Schloßstraße 100/102 Lage                                               | 16. bis 20. Jahrhundert              | ehemaliger Wirtschaftshof des Schlößchens Geispitz, 16. bis 20. Jahrhundert; Wohnhaus im Südwesten: Renaissancebau, Umbau bezeichnet 1665; Wohnhaus im Südosten: Putzbau auf Renaissance-Hochkeller, bezeichnet 1687 und 1928 (Dachzone), Freitreppe; so genanntes Kelterhaus: eingeschossiger Krüppelwalmdachbau, bezeichnet 1613; Portal in der ehemaligen Hofmauer bezeichnet 1614; Gesamtanlage | Fotos hochladen                |
| Kindelsbrunnen                               | Schloßstraße, vor Nr. 100 Lage                                          | 1601                                 | frühneuzeitliche Brunnenstube, bezeichnet 1601 | weitere Bilder Fotos hochladen |
| Schloss Geispitz                             | Schloßstraße, gegenüber 100 Lage                                        | ab dem 16. Jahrhundert               | Überreste des Schlößchens Geispitz mit Substruktionsmauer (wohl aus dem 16. Jahrhundert), in der Böschungsmauer barockes Pilasterportal sowie Spolie, bezeichnet 1859, Gartenhäuschen mit Pyramidendach (um die Mitte des 19. Jahrhunderts) | Fotos hochladen                |
| Lichtenbergersches Anwesen                   | Weinstraße 110 Lage                                                     | 1847                                 | ehemaliges Weingut, 1847; stattlicher klassizistischer Walmdachbau mit Drempel, dreiflügelige Ökonomie | Fotos hochladen                |
| Spolie                                       | Weinstraße, an Nr. 142 Lage                                             | 1759                                 | spätbarocker Schlussstein, bezeichnet 1759 | Fotos hochladen                |
| Spolie                                       | Weinstraße, an Nr. 144 Lage                                             | 1533                                 | Sandsteinsturz, bezeichnet 1533 | Fotos hochladen                |
| Schulhaus                                    | Weinstraße 146 Lage                                                     | 1724                                 | ehemalige Schule; Winkelbau, 1724, klassizistischer Umbau 1822, Aufstockung und Heimatstil-Überformung 1909 | Fotos hochladen                |
| Kriegerdenkmal                               | Weinstraße, bei Nr. 146 Lage                                            | 1928                                 | Kriegerdenkmal 1914/18; Quadermauer, heiliger Michael, Brunnenanlage; 1928 von B. Müller-Ruby, Freiburg, Erweiterung 1956 | Fotos hochladen                |
| Weingut (Gründerzeitliches Herrenhaus Grohé) | Weinstraße 153/157 Lage                                                 | 1884                                 | stattliches spätklassizistisches Weingut, Ausstattung, 1884; Nr. 153 Walmdachbau, Nr. 157 winkelförmiger Walmdachbau, im Durchgang Wandmalerei | Fotos hochladen                |
| Wohnhaus                                     | Weinstraße 156 Lage                                                     | 18. Jahrhundert                      | spätbarockes Wohnhaus, 18. Jahrhundert, fachwerküberbauter Torbogen, bezeichnet 1718 | Fotos hochladen                |
| Torbogen                                     | Weinstraße, an Nr. 158 Lage                                             | 1718                                 | barocker Torbogen, bezeichnet 1718 | Fotos hochladen                |
| Hofanlage                                    | Weinstraße 159 Lage                                                     | 17. bis 19. Jahrhundert              | stattlicher Vierseithof, 17. bis 19. Jahrhundert; spätbarockes Wohnhaus, 18. Jahrhundert, ehemaliges Kelterhaus mit Drempel, Renaissancespolien bezeichnet 1600(?) und 1608, hofseitig Sandsteinspolie bezeichnet 1533, Kelterhaus | Fotos hochladen                |
| Wohnhaus                                     | Weinstraße 161 Lage                                                     | erste Hälfte des 18. Jahrhunderts    | ehemalige fürstbischöfliche Küferei; barocker Walmdachbau, erste Hälfte des 18. Jahrhunderts, Muschelnische mit Barockskulptur; Anbau mit Laubengang, 19. Jahrhundert, im Kern evtl. älter (1773?) | Fotos hochladen                |
| Hofanlage                                    | Weinstraße 163 Lage                                                     | Mitte des 18. Jahrhunderts           | Winzerhof; spätbarocker Walmdachbau, Mitte des 18. Jahrhunderts, Erweiterung bezeichnet 1852, Ausstattung | Fotos hochladen                |
| Hofanlage                                    | Weinstraße 165 Lage                                                     | spätes 18. Jahrhundert               | Dreiseithof, spätes 18. Jahrhundert; eingeschossiger spätbarocker Krüppelwalmdachbau mit Drempel, 1808, Renaissanceportal bezeichnet 1619, Hofeinfahrt bezeichnet 1789, Bruchsteinscheune, Spolien; Ausstattung | Fotos hochladen                |
| Kelterhaus                                   | Weinstraße 166 Lage                                                     | 1844                                 | klassizistisches Kelterhaus, bezeichnet 1844; straßenbildprägend( Bild) | Fotos hochladen                |
| Spolie                                       | Weinstraße, an Nr. 171 Lage                                             | 1575                                 | Inschriftenstein, bezeichnet 157(?)5 | Fotos hochladen                |
| Spolie                                       | Weinstraße, an Nr. 175 Lage                                             | 1778                                 | spätbarocker reliefierter Schlussstein, bezeichnet 1778 | Fotos hochladen                |
| Weingut                                      | Weinstraße 179 Lage                                                     | 1818                                 | ehemaliges Weingut; siebenachsiger Krüppelwalmdachbau, bezeichnet 1818, einachsiger Walmdachbau, bezeichnet 1881 | Fotos hochladen                |
| Weingut                                      | Weinstraße 181/183 Lage                                                 | 1839                                 | ehemaliges Weingut; klassizistisches Wohnhaus, bezeichnet 1839, Wintergarten spätes 19. Jahrhundert; Ausstattung | Fotos hochladen                |
| Schulhaus                                    | Weinstraße 204 Lage                                                     | 1876                                 | ehemalige Schule, heute: Haus der Vereine; spätklassizistischer Typenbau, Walmdach, bezeichnet 1876; mit Ausstattung ( Bild) | Fotos hochladen                |
| Bildstock                                    | Weinstraße, zwischen Nr. 226 und 228 Lage                               | 1617                                 | Aufsatz eines Heiligenhäuschens, bezeichnet 1617, Holzrelief und Laufbrunnen 1950er Jahre | Fotos hochladen                |
| Hofanlage                                    | Weinstraße 232 Lage                                                     | 16. Jahrhundert                      | Gebäudekomplex, im Kern aus dem 16. Jahrhundert, Verkaufsfenster und Torbogen, bezeichnet 1570 ( Bild) | Fotos hochladen                |
| Hofanlage                                    | Weinstraße 234 Lage                                                     | ab 1600                              | winkelförmige Anlage; Hoftor, bezeichnet 1605, in Wohnhaus mit klassizierender Brüstungszier, 19. Jahrhundert; rückwärtig Renaissancebau, bezeichnet 1600 ( Bild) | Fotos hochladen                |
| Hofanlage                                    | Weinstraße 238 Lage                                                     | 1605                                 | Hofanlage; barocker Krüppelwalmdachbau, teilweise Fachwerk, Hinterhaus bezeichnet 1605, Obergeschoss wohl aus dem 18. Jahrhundert, Zwischenbau mit Fachwerk | Fotos hochladen                |
| Keller                                       | Weinstraße, in Nr. 240 Lage                                             | 1583                                 | Keller mit Torbogen, bezeichnet 1583; tonnengewölbter Keller mit Portal, bezeichnet (1)605; barockes Rundbogenportal; Ofenstein bezeichnet 1714 | weitere Bilder Fotos hochladen |
| Eichbrunnen                                  | Weinstraße, vor Nr. 242 Lage                                            | zweites Viertel des 19. Jahrhunderts | klassizistischer Laufbrunnen, zweites Viertel des 19. Jahrhunderts | Fotos hochladen                |
| Torbogen                                     | Weinstraße, an Nr. 245 Lage                                             | 1595                                 | Renaissance-Torbogen, bezeichnet 1595 | Fotos hochladen                |
| Torbogen und Architekturteile                | Weinstraße, an Nr. 248 Lage                                             | 1562                                 | Renaissance-Torbogen, bezeichnet 1562; am zurückliegenden Gebäude Renaissance-Rundbogenportel; Fenstergewände; drei Oktogonpfeiler | Fotos hochladen                |
| Torbogen                                     | Weinstraße, an Nr. 251 Lage                                             | 1723                                 | barocker Torbogen, bezeichnet 1723( Bild) | Fotos hochladen                |
| Gemeindehaus und Gasthof „Zum Engel“         | Weinstraße 256 Lage                                                     | ab 1610                              | ehemaliges Gemeindehaus und Gasthof „Zum Engel“; zwei im Kern renaissancezeitliche Krüppelwalmdachbauten, teilweise Fachwerk, bezeichnet 1787 und (innen) 1610, Torbogen bezeichnet 1602, darüber Tanzsaal um 1861, Pilasterportal bezeichnet 1612; platzbildprägend | Fotos hochladen                |
| Gasthaus „Zur Pfalz“                         | Weinstraße 258 Lage                                                     | 1839                                 | ehemalige Gaststätte „Zur Pfalz“; klassizistischer Krüppelwalmdachbau von 1839, Renaissance-Torbogen bezeichnet 1601 und 1839; Rückgebäude mit ehemaligem Tanzsaal, bezeichnet 1898 | Fotos hochladen                |
| Hofanlage                                    | Weinstraße 262 Lage                                                     | 1619                                 | Dreiseithof; im Kern renaissancezeitliche Putzbauten, bezeichnet 1619 (?), barockes Oberlichtportal bezeichnet 1739 | Fotos hochladen                |
| Rathaus                                      | Weinstraße 264 Lage                                                     | 1739/40                              | ehemaliges Rathaus; barocker Walmdachbau mit Uhrturm, 1739/40, Architekt wohl Johann Georg Stahl, Kellerarkaden bezeichnet 1912 | weitere Bilder Fotos hochladen |
| Brunnen                                      | Weinstraße, bei Nr. 264 Lage                                            | 1911                                 | klassizierender Laufbrunnen, bezeichnet 1911, von Bernhard Müller-Ruby und G. Christmann | Fotos hochladen                |
| Torbogen                                     | Weinstraße, an Nr. 267 Lage                                             | 1570                                 | Renaissance-Torbogen, bezeichnet 1570 | Fotos hochladen                |
| Torbogen                                     | Weinstraße, an Nr. 269 Lage                                             | 1747                                 | barocker Torbogen, bezeichnet 1747 | Fotos hochladen                |
| Portal                                       | Weinstraße, an Nr. 274 Lage                                             | um 1600                              | Renaissance-Portal, um 1600 | Fotos hochladen                |
| Keller und Portal                            | Weinstraße 276 Lage                                                     | 1561                                 | Gewölbekeller mit Renaissanceportal, bezeichnet 1561 | Fotos hochladen                |
| Kilometerstein                               | östlich des Ortes an der K 9; Flur Viehgasse Lage                       | zweite Hälfte des 19. Jahrhunderts   | Sandsteinzylinder, zweite Hälfte des 19. Jahrhunderts | Fotos hochladen                |
| Wetterkreuz                                  | westlich des Ortes auf dem Heidelberg; Distrikt Am Hinterberg Lage      | 1717                                 | Kreuz, bezeichnet 1717 | Fotos hochladen                |
| Wetterkreuz                                  | westlich des Ortes auf dem Heidelberg; Distrikt Auf dem Heidelberg Lage | 1712                                 | Kreuz, bezeichnet 1712 | Fotos hochladen                |
| Bildstock                                    | westlich des Ortes oberhalb der Axtwurfanlage; Distrikt Hirschtal Lage  | 15. Jahrhundert                      | Bildstock; spätgotisch, Rotsandstein | Fotos hochladen                |
| Hellerplatzhaus                              | westlich des Ortes am Hellerplatz; Distrikt Hellertal Lage              | 1910                                 | auch Neustadter Hütte; breitgelagerter Bossenquaderbau, teilweise verbrettert, bezeichnet 1910, Architekt Heinrich Ullmann, Speyer, Erweiterung 1922 und 1931, Architekt J. Müller (spiegelbildlicher Anbau 1981/82); mit Ausstattung | weitere Bilder Fotos hochladen |
| Inschriftensteine                            | westlich des Ortes auf dem Nollenkopf: Distrikt Hirschtal Lage          | 1696                                 | drei Inschriftensteine, bezeichnet 1696 | Fotos hochladen                |